# Zigeunerin-Quadrille
Die Zigeunerin-Quadrille ist eine Quadrille von Johann Strauss (Sohn) (op. 24).  Sie wurde am 2. August 1846 in Dommayers Casino in Wien erstmals aufgeführt.

## Einzelnachweis
1. ↑  Quelle: Englische Version des Booklets (Seite 48) in der 52 CDs umfassenden Gesamtausgabe der Orchesterwerke von Johann Strauß (Sohn), Hrsg. Naxos (Label). Das Werk ist als dritter Titel auf der 16. CD zu hören.